# Løvel
Løvel is een plaats in de Deense regio Midden-Jutland, gemeente Viborg. De plaats telt 811 inwoners (2019).
Løvel ligt binnen de gelijknamige parochie. De parochiekerk stamt uit circa 1100.
In de middeleeuwen lag de plaats langs de weg van Viborg naar Aalborg. Bij het riviertje Skals Å lag een brug, gebouwd van zogenaamd parement. Gelegen op de grens van het Himmerland, is de brug waarschijnlijk gebouwd vóór 1300. Op een inscriptie is de naam van koning Erik IV aangetroffen, die leefde in de eerste helft van de 13e eeuw. De brug is tot omstreeks 1650 in gebruik geweest. In 1925 zijn de restanten van de brug teruggevonden. 